# William Demarest
William Demarest (Saint Paul, Minnesota, 27 de febrer de 1892 - Palm Springs, Califòrnia, 28 de desembre de 1983) va ser un actor estatunidenc.

## Biografia[1][2]
El seu nom complet era Carl William Demarest, i va néixer a Saint Paul (Minnesota), encara que la seva família es va mudar a New Bridge, una petita població del Comtat de Bergen, Nova Jersey, quan ell era petit.
Va ser un prolífic actor cinematogràfic i televisiu, actuant al llarg de la seva carrera a més de 140 films. Es va iniciar en el món de l'espectacle treballant en el vodevil, passant més endavant a l'ambient teatral de Broadway. La seva carrera en el cinema va començar el 1926 i va arribar fins a la dècada de 1970. Demarest va treballar de manera regular amb el director cinematogràfic Preston Sturges, arribant a formar part de l'elenc estable que Sturges utilitzava de manera repetida a les seves produccions. Així, va participar en deu pel·lícules escrites per Sturges, vuit de les quals va dirigir ell, entre elles The Lady Eve, Sullivan's Travels, i The Miracle of Morgan's Creek.
William Demarest també va coincidir en diverses pel·lícules amb Fred MacMurray: Hands Across the Table, Pardon My Past (1945) i The Far Horizons.
Demarest va ser nominat per l'Oscar al millor actor secundari pel seu treball a la pel·lícula The Jolson Story, en la qual encarnava el fictici mentor d'Al Jolson. Prèviament havia treballat amb el real Al Jolson a The jazz singer.
De la seva activitat televisiva destaca el seu paper entre 1965 i 1972 en la sitcom de la ABC, i posteriorment de la CBS, My Three Sons interpretant l'Oncle Charley. Demarest va reemplaçar a William Frawley, el qual va haver d'abandonar el show per problemes de salut.
Abans de My Three Sons, Demarest va actuar amb la veterana estrella del western Roscoe Ates el 1958, en l'episodi "And the Desert Shall Blossom" del programa de la CBS Alfred Hitchcock Presents. El 1959, Demarest va ser l'actor protagonista de la sitcom de la NBC Love and Marriage. En aquesta sèrie Demarest actuava al costat de Jeanne Bal, Murray Hamilton, i Stubby Kaye.
William Demarest va morir a Palm Springs, Califòrnia, el 1983, a causa d'un càncer de pròstata. Va ser enterrat al Cementiri Forest Lawn Memorial Park de Glendale (Califòrnia).

## Filmografia[6]

### Anys 1920
- 1926: When the Wife's Away
- 1927: Finger Prints: Cuffs Egan
- 1927: Don't Tell the Wife: Ray Valerian
- 1927: The Gay Old Bird: Mr. Fixit
- 1927: Matinee Ladies: Man-About-Town
- 1927: A Million Bid: George Lamont
- 1927: Simple Sis: Oscar
- 1927: The Black Diamond Express: Fireman
- 1927: What Happened to Father?: Detectiu Dibbin
- 1927: The First Auto: Dave Doolittle
- 1927: The Bush Leaguer: John Gilroy
- 1927: A Sailor's Sweetheart: Detectiu
- 1927: The Jazz Singer: Steve Martin
- 1927: Amateur Night: manager del teatre
- 1927: A Reno Divorce: James
- 1927: The Night Court: Lawyer
- 1928: Sharp Shooters: 'Hi Jack' Murdock
- 1928: A Girl in Every Port: Bit Part
- 1928: The Escape: Trigger Caswell
- 1928: Pay as You Enter: 'Terrible Bill' McGovern
- 1928: Five and Ten Cent Annie: Briggs
- 1928: The Butter and Egg Man: Jack McLure
- 1928: The Crash d'Edward F. Cline: Louie

### Anys 1930
- 1930: Seeing Things
- 1932: The Run Around
- 1934: Fog Over Frisco: Spike Smith
- 1934: Many Happy Returns: Brinker
- 1934: Fugitive Lady: Steve Rogers
- 1935: After Office Hours: Detectiu
- 1935: The Murder Man: 'Red' Maguire
- 1935: Bright Lights: Detectiu
- 1935: Diamond Jim: Harry Hill
- 1935: Hands Across the Table: Matty
- 1935: White Lies: Roberts
- 1936: The Great Ziegfeld: Gene Buck
- 1936: Wedding Present: Smiles Benson
- 1936: Love on the Run: Editor Lees Berger
- 1936: Charlie Chan at the Opera de H. Bruce Humberstone: Sergent Kelly
- 1936: Mind Your Own Business: Droopy
- 1937: Time Out for Romance: Willoughby Sproggs
- 1937: Don't Tell the Wife: Larry 'Horace' Tucker
- 1937: Oh Doctor: Marty Short
- 1937: Hit Parade of 1937: Parole Officer
- 1937: The Great Hospital Mystery: M.. Beatty
- 1937: The Great Gambini: Sergeant Kirby
- 1937: Easy Living: Wallace Whistling
- 1937: Blonde Trouble: Paul Sears
- 1937: Wake Up and Live: Attendant
- 1937: The Big City: M.. Beecher
- 1937: Rosalie: Army coach
- 1938: Rebecca of Sunnybrook Farm: Harry Kipper
- 1938: Romance on the Run: Eckbart
- 1938: One Wild Night: Editor Collins
- 1938: Josette: Joe, Diner Owner
- 1938: Peck's Bad Boy with the Circus: Daro
- 1938: While New York Sleeps: Red Miller
- 1939: Un gran home (The Great Man Votes): Charles Dale
- 1939: L'aposta era el seu fill (King of the Turf): Arnold
- 1939: The Gracie Allen Murder Case: Sergent Ernest Heath
- 1939: Cowboy Quarterback: Rusty Walker
- 1939: Miracles for Sale: Detective Quinn
- 1939: M. Smith Goes to Washington: Bill Griffith
- 1939: Laugh It Off: Barney 'Gimpy' Cole

### Anys 1940
- 1940: Wolf of New York: Bill Ennis
- 1940: The Farmer's Daughter: Victor Walsh
- 1940: The Great McGinty: The Politician
- 1940: Comin' Round the Mountain: Gutsy Mann
- 1940: The Golden Fleecing: Swallow
- 1940: Christmas in July de Preston Sturges: M.. Bildocker
- 1940: Little Men: Constable Tom Thorpe
- 1941: The Lady Eve:  Muggsy
- 1941: The Devil and Miss Jones:  Primer Detectiu
- 1941: Rookies on Parade: Mike Brady
- 1941: Ride on Vaquero: Bartender Barney
- 1941: Country Fair: Stogie McPhee
- 1941: Dressed to Kill: Inspector Pierson
- 1941: Glamour Boy: Papa Doran
- 1941: Sullivan's Travels:  M.. Jones
- 1942: All Through the Night:  Sunshine
- 1942: True to the Army: Sergent Butts
- 1942: My Favorite Spy: Flower pot policeman
- 1942: Pardon My Sarong:  Detectiu Kendall
- 1942: Behind the Eight Ball: McKenzie
- 1942: Life Begins at Eight-Thirty: Policia
- 1942: Johnny Doughboy: Harry Fabian
- 1943: Dangerous Blondes: Detectiu Gatling
- 1943: La cantina del teatre (Stage Door Canteen) de Frank Borzage
- 1943: True to Life: Oncle Jake
- 1944: The Miracle of Morgan's Creek: Const. Kockenlocker
- 1944: Nine Girls: Walter Cummings
- 1944: Temps era temps (Once Upon a Time): Brandt
- 1944: Hail the Conquering Hero: Sergent Heppelfinger
- 1944: The Great Moment: Eben Frost
- 1945: Salty O'Rourke: Smitty
- 1945: Along Came Jones: George Fury
- 1945: Pardon My Past: Chuck
- 1945: Duffy's Tavern: William Demarest
- 1946: Our Hearts Were Growing Up: Peanuts Schultz
- 1946: The Jolson Story: Steve Martin
- 1947: Les proeses de Paulina (The Perils of Pauline): George 'Mac' McGuire
- 1947: La noia de varietats (Variety Girl): Barker
- 1948: On Our Merry Way, de King Vidor i Leslie Fenton: Floyd
- 1948: The Sainted Sisters: Vern Tewilliger
- 1948: Night Has a Thousand Eyes: Tinent Shawn
- 1948: Whispering Smith: Bill Aing
- 1949: Sorrowful Jones: Regret
- 1949: Jolson Sings Again: Steve Martin
- 1949: Red, Hot and Blue: Charlie Baxter

### Anys 1950
Cinema
- 1950: When Willie Comes Marching Home: Herman Kluggs
- 1950: Riding High: Happy
- 1950: He's a Cockeyed Wonder: Bob Sears
- 1950: Quina vida! (Never a Dull Moment): Mears
- 1951: The First Legion: Monsignor Michael Carey
- 1951: Excuse My Dust: Harvey Bullitt
- 1951: The Strip: Fluff
- 1951: Behave Yourself!: Oficial O'Ryan
- 1952: What Price Glory: Cpl. Kiper
- 1952: The Blazing Forest: Syd Jessup
- 1953: The Lady Wants Mink: Harvey Jones
- 1953: Dangerous When Wet: Pa Higgins
- 1953: Here Come the Girls: Dennis Logan
- 1953: Escape from Fort Bravo: Campbell
- 1954: The Yellow Mountain: Jackpot Wray
- 1955: Hell on Frisco Bay: Dan Bianco
- 1955: Jupiter's Darling: Mago, oficial d'Hannibal
- 1955: Horitzons blaus (The Far Horizons): Sergent Cass
- 1955: La guerra privada del major Benson (The Private War of Major Benson): John
- 1955: Lucy Gallant: Charles Madden
- 1955: Sincerely Yours: Sam Dunne
- 1955: Aquells anys difícils (The Rawhide Years): Brand Comfort
- 1956: The Mountain: pare Belacchi

Televisió
- 1959: Love and Marriage (sèrie): William Harris

### Anys 1960
Cinema
- 1960: Pepe: Movie studio gateman
- 1961: King of the Roaring 20's - The Story of Arnold Rothstein: Henry Hecht
- 1961: Twenty Plus Two: Slocum
- 1963: Son of Flubber: Mr. Hummel
- 1963: It's a Mad Mad Mad Mad World: cap de policia Aloysius
- 1964: Viva Las Vegas: Mr. Martin
- 1965: That Darn Cat!: Wilbur MacDougall (Mr. MacDougall)

Televisió
- 1961: Tales of Wells Fargo (sèrie): Jeb Gaine (1961-1962)

### Anys 1970
Cinema
- 1975: The Wild McCullochs: pare Gurkin
- 1976: Won Ton Ton, the Dog Who Saved Hollywood de Michael Winner: vigilant de l'estudi

Televisió
- 1973: Don't Be Afraid of the Dark: Mr. Harris
- 1978: The Millionaire: Oscar Pugh

## Premis i nominacions

### Nominacions
- 1947: Oscar al millor actor secundari per The Jolson Story
- 1968: Primetime Emmy al millor actor secundari en sèrie còmica per My Three Sons